# دردمان أصفر الذيل
درّدمان أصفر الذيل (الاسم العلمي: Atule mate)، سمكة بحرية وفيرة من فصيلة الشيميات. ينتشر هذا النوع على نطاق واسع في منطقة المحيط الهادئ الهندي من شرق أفريقيا في الغرب إلى هاواي في الشرق، ويمتد شمالًا إلى اليابان وجنوبًا إلى أستراليا. إن الدردمان أصفر الذيل هو العضو الوحيد (أصنوفة أحادية الطراز) في جنس الدردمان.